# John Kipkoech
John Kipkoech (né le 29 décembre 1991) est un athlète kényan, spécialiste des courses de fond. 

## Biographie
En 2010, à Moncton au Canada, John Kipkoech devient vice-champion du monde junior du 5 000 mètres, derrière son compatriote David Kiprotich Bett, dans le temps de 13 min 26 s 03. Il fait partie de la sélection kényane lors des championnats du monde 2013, à Moscou. 

### Palmarès
| Date | Compétition                   | Lieu    | Résultat | Épreuve | Temps          |
| ---- | ----------------------------- | ------- | -------- | ------- | -------------- |
| 2010 | Championnats du monde juniors | Moncton | 2e       | 5 000 m | 13 min 26 s 03 |

### Records
| Épreuve | Performance    | Lieu  | Date           |
| ------- | -------------- | ----- | -------------- |
| 3 000 m | 7 min 32 s 72  | Rieti | 29 août 2008   |
| 5 000 m | 12 min 49 s 50 | Paris | 6 juillet 2012 |